# Paul White (musicista)
Paul White (Londra, ...) è un musicista inglese.

## Biografia
Principalmente noto per essere stato il produttore del rapper Danny Brown, White ha anche avviato una carriera solista intorno al 2007, quando pubblicò il suo primo singolo The Dragon Fly b/w A Silent Cry. Il suo stile poliedrico e psichedelico, basato sui campionamenti di altri artisti, mescola chillwave, R&B, ambient, soul e vari stili dance britannici. In ogni album sperimenta soluzioni differenti come confermerebbero i primi tre album, i cui brani sono costruiti su campionamenti di dischi progressive, Shaker Notes (2014), dalle atmosfere jazz rock e Rejuvenate (2018), uscito per la R&S, in cui l'artista rinuncia definitivamente al campionatore per adottare veri strumenti.

## Discografia
- 2009 – The Strange Dreams of Paul White
- 2010 – Paul White and the Purple Brain
- 2011 – Rapping with Paul White
- 2014 – Shaker Notes
- 2016 – Hella Personal Film Festival
- 2018 – Rejuvenate